# Алонсо Лара, Хосе
Хосе́ Ало́нсо Ла́ра (исп. José Alonso Lara; род. 7 марта 2000, Севилья) — испанский футболист, полузащитник клуба «Алькояно».

## Клубная карьера
Алонсо — воспитанник клуба «Севилья». 19 мая 2018 года дебютировал в составе первой команды, выйдя на поле в матче чемпионата Испании против «Алавеса».
11 сентября 2020 года был отдан в аренду в «Депортиво Ла-Корунья».
В июле 2021 года покинул «Севилью» и присоединился к резервной команде «Реал Бетис».

## Международная карьера
В 2017 году Алонсо в составе юношеской сборной Испании выиграл юношеский чемпионат Европы в Хорватии. На турнире он сыграл в матчах против команд Турции, Италии, Хорватии, Франции, Германии и Англии.
Победитель Средиземноморских игр 2018 года, проходивших в испанской Таррагоне.

## Достижения
Испания (до 19)
- Юношеский чемпионат Европы — 2017